# 8-Chlortheophyllin
8-Chlortheophyllin, auch bekannt als 1,3-Dimethyl-8-chlorxanthin, ist ein Stimulans aus der chemischen Klasse der Xanthine mit koffeinähnlichen physiologischen Wirkungen und wird hauptsächlich in dem Antiemetikum Dimenhydrinat, einem Salz, als Gegenion zu Diphenhydramin verwendet. Dimenhydrinat dissoziert nach oraler oder rektaler Gabe im Blut vollständig in seine beiden Bestandteile. Die antiemetische Wirkung beruht auf Diphenhydramin, während das milde Psychostimulans 8-Chlortheophyllin die sedativen Effekte des Antihistaminikums aufheben soll. Trotzdem hat Dimenhydrinat sehr häufig sedierende Nebenwirkungen, was darauf hindeutet, dass 8-Chlortheophyllin keine signifikante antisedative Wirkung hat.
Im Tierversuch rief es bei Mäusen im Allgemeinen keine über der Kontrolle liegende Bewegungsaktivität hervor und scheint die Blut-Hirn-Schranke nicht gut zu passieren.
Ein weiteres Salz des 8-Chlortheophyllins ist Promethazinteoclat.

## Darstellung
8-Chlortheophyllin erhält man über mehrere Stufen aus N,N′-Dimethylharnstoff 1 und Malonsäure 2. Im ersten Schritt werden die beiden Ausgangsstoffe zur Dimethylbarbitursäure 3 kondensiert. Durch Reaktion mit salpetriger Säure erhält man die 1,3-Dimethylviolursäure 4, die mit Iodwasserstoff zum Dimethyluramil 5 reduziert wird. Die Umsetzung mit Cyanursäure liefert Harnstoffderivat 6, das beim Erhitzen mit Mineralsäuren in die 1,3-Dimethylharnsäure 7 übergeht. Durch die Umsetzung mit Phosphorpentachlorid und Phosphoroxychlorid erhält man 8-Chlortheophyllin 8.